# Přírodní park Jesenicko
Přírodní park Jesenicko je chráněné území o rozloze 108 km² založené v roce 1987 jako klidová oblast a později jako přírodní park (1994) za účelem zachování vyvážené krajiny s přírodními zajímavostmi.
Jedná se o zalesněnou krajinu s rybníky, zelenými údolími, skalními výchozy a historickými vesnicemi. Největším lákadlem je pravděpodobně Jesenický viklan a přírodní památka Krtské skály s Naučnou stezkou  Jesenicko. Součástí parku jsou také přírodní rezervace Luční potok, Rybníčky u Podbořánek a přírodní památky Soseňský lom, Prameny Javornice a Plaviště.

## Pamětihodnosti
- Městečko Jesenice se smírčími kříži na Mírovém náměstí a stélou Celní kolo u silnice na Tlestky
- Lovecký zámeček Svatý Hubert
- Rozhledna Tobiášův vrch
- Zatopený lom u Bedlna
- Území protíná několik značených tras.